# Liste des planètes mineures (371001-372000)
Voici la liste des planètes mineures numérotées de 371001 à 372000. Les planètes mineures sont numérotées lorsque leur orbite est confirmée, ce qui peut parfois se produire longtemps après leur découverte. Elles sont classées ici par leur numéro et donc approximativement par leur date de découverte.

## Planètes mineures 371001 à 372000

### 371001-371100
| Nom      | Désignation provisoire | Date de la découverte | Découvreur        |
| -------- | ---------------------- | --------------------- | ----------------- |
| (371001) | 2005 TZ90              | 30 août 2005          | Spacewatch        |
| (371002) | 2005 TH107             | 4 octobre 2005        | Mt. Lemmon Survey |
| (371003) | 2005 TB109             | 7 octobre 2005        | Spacewatch        |
| (371004) | 2005 TL114             | 7 octobre 2005        | Spacewatch        |
| (371005) | 2005 TC138             | 7 octobre 2005        | CSS               |
| (371006) | 2005 TV154             | 29 septembre 2005     | Spacewatch        |
| (371007) | 2005 TM160             | 9 octobre 2005        | Spacewatch        |
| (371008) | 2005 TY165             | 9 octobre 2005        | Spacewatch        |
| (371009) | 2005 TC172             | 10 octobre 2005       | Spacewatch        |
| (371010) | 2005 TE178             | 1er octobre 2005      | Spacewatch        |
| (371011) | 2005 TV195             | 1er octobre 2005      | Spacewatch        |
| (371012) | 2005 UT16              | 22 octobre 2005       | Spacewatch        |
| (371013) | 2005 UB20              | 22 octobre 2005       | Spacewatch        |
| (371014) | 2005 UJ22              | 23 octobre 2005       | Spacewatch        |
| (371015) | 2005 UJ27              | 23 octobre 2005       | CSS               |
| (371016) | 2005 UD38              | 24 octobre 2005       | Spacewatch        |
| (371017) | 2005 UK40              | 24 octobre 2005       | Spacewatch        |
| (371018) | 2005 UH46              | 22 octobre 2005       | Spacewatch        |
| (371019) | 2005 UD50              | 23 octobre 2005       | CSS               |
| (371020) | 2005 UP58              | 24 octobre 2005       | Spacewatch        |
| (371021) | 2005 UM63              | 25 octobre 2005       | Mt. Lemmon Survey |
| (371022) | 2005 UU63              | 25 octobre 2005       | Mt. Lemmon Survey |
| (371023) | 2005 UP65              | 29 septembre 2005     | CSS               |
| (371024) | 2005 UN66              | 22 octobre 2005       | Spacewatch        |
| (371025) | 2005 UZ71              | 23 octobre 2005       | CSS               |
| (371026) | 2005 UL76              | 24 octobre 2005       | NEAT              |
| (371027) | 2005 UL78              | 25 octobre 2005       | Mt. Lemmon Survey |
| (371028) | 2005 UK90              | 22 octobre 2005       | Spacewatch        |
| (371029) | 2005 UP97              | 22 octobre 2005       | Spacewatch        |
| (371030) | 2005 UR97              | 22 octobre 2005       | Spacewatch        |
| (371031) | 2005 UF102             | 22 octobre 2005       | Spacewatch        |
| (371032) | 2005 UK103             | 22 octobre 2005       | Spacewatch        |
| (371033) | 2005 UM109             | 22 octobre 2005       | Spacewatch        |
| (371034) | 2005 UK114             | 22 octobre 2005       | CSS               |
| (371035) | 2005 UR149             | 26 octobre 2005       | Spacewatch        |
| (371036) | 2005 UZ151             | 26 octobre 2005       | Spacewatch        |
| (371037) | 2005 UM152             | 26 octobre 2005       | Spacewatch        |
| (371038) | 2005 UC153             | 26 octobre 2005       | Spacewatch        |
| (371039) | 2005 US153             | 26 octobre 2005       | Spacewatch        |
| (371040) | 2005 UJ161             | 22 octobre 2005       | NEAT              |
| (371041) | 2005 UL161             | 23 octobre 2005       | Spacewatch        |
| (371042) | 2005 UM162             | 27 octobre 2005       | LONEOS            |
| (371043) | 2005 UC163             | 23 octobre 2005       | Spacewatch        |
| (371044) | 2005 UJ163             | 23 octobre 2005       | Spacewatch        |
| (371045) | 2005 UE167             | 24 octobre 2005       | Spacewatch        |
| (371046) | 2005 UZ173             | 24 octobre 2005       | Spacewatch        |
| (371047) | 2005 UT174             | 24 octobre 2005       | Spacewatch        |
| (371048) | 2005 UD182             | 24 octobre 2005       | Spacewatch        |
| (371049) | 2005 UT186             | 26 octobre 2005       | Spacewatch        |
| (371050) | 2005 UX199             | 25 octobre 2005       | Spacewatch        |
| (371051) | 2005 UG202             | 25 octobre 2005       | Spacewatch        |
| (371052) | 2005 UK214             | 25 octobre 2005       | CSS               |
| (371053) | 2005 UX217             | 22 octobre 2005       | Spacewatch        |
| (371054) | 2005 US222             | 25 octobre 2005       | Spacewatch        |
| (371055) | 2005 UX225             | 25 octobre 2005       | Spacewatch        |
| (371056) | 2005 UE229             | 25 octobre 2005       | Spacewatch        |
| (371057) | 2005 UL234             | 25 octobre 2005       | Spacewatch        |
| (371058) | 2005 UE235             | 25 octobre 2005       | Spacewatch        |
| (371059) | 2005 UY238             | 25 octobre 2005       | Spacewatch        |
| (371060) | 2005 UA249             | 28 octobre 2005       | Mt. Lemmon Survey |
| (371061) | 2005 UJ249             | 28 octobre 2005       | Mt. Lemmon Survey |
| (371062) | 2005 UU251             | 24 octobre 2005       | Spacewatch        |
| (371063) | 2005 UB253             | 26 octobre 2005       | NEAT              |
| (371064) | 2005 UH259             | 25 octobre 2005       | Spacewatch        |
| (371065) | 2005 UX260             | 25 octobre 2005       | Mt. Lemmon Survey |
| (371066) | 2005 UG261             | 25 octobre 2005       | Mt. Lemmon Survey |
| (371067) | 2005 UD276             | 24 octobre 2005       | Spacewatch        |
| (371068) | 2005 US277             | 24 octobre 2005       | Spacewatch        |
| (371069) | 2005 UT280             | 24 octobre 2005       | Spacewatch        |
| (371070) | 2005 UR281             | 25 octobre 2005       | Mt. Lemmon Survey |
| (371071) | 2005 UU290             | 26 octobre 2005       | Spacewatch        |
| (371072) | 2005 UQ292             | 26 octobre 2005       | Spacewatch        |
| (371073) | 2005 UF307             | 27 octobre 2005       | Mt. Lemmon Survey |
| (371074) | 2005 US307             | 27 octobre 2005       | Mt. Lemmon Survey |
| (371075) | 2005 UD327             | 29 octobre 2005       | Spacewatch        |
| (371076) | 2005 UE327             | 29 octobre 2005       | Spacewatch        |
| (371077) | 2005 UW333             | 29 octobre 2005       | Mt. Lemmon Survey |
| (371078) | 2005 US349             | 27 octobre 2005       | Mt. Lemmon Survey |
| (371079) | 2005 UO352             | 29 octobre 2005       | CSS               |
| (371080) | 2005 UJ368             | 27 octobre 2005       | Spacewatch        |
| (371081) | 2005 UV369             | 27 octobre 2005       | Spacewatch        |
| (371082) | 2005 UY383             | 27 octobre 2005       | CSS               |
| (371083) | 2005 UA388             | 26 octobre 2005       | Spacewatch        |
| (371084) | 2005 UA391             | 29 octobre 2005       | Mt. Lemmon Survey |
| (371085) | 2005 UA397             | 27 octobre 2005       | CSS               |
| (371086) | 2005 UA400             | 26 octobre 2005       | Spacewatch        |
| (371087) | 2005 UA421             | 26 octobre 2005       | Spacewatch        |
| (371088) | 2005 UT437             | 22 octobre 2005       | Spacewatch        |
| (371089) | 2005 UJ443             | 30 octobre 2005       | LINEAR            |
| (371090) | 2005 UB444             | 30 octobre 2005       | LINEAR            |
| (371091) | 2005 UN449             | 30 octobre 2005       | LINEAR            |
| (371092) | 2005 UA459             | 30 octobre 2005       | NEAT              |
| (371093) | 2005 UZ461             | 30 octobre 2005       | Spacewatch        |
| (371094) | 2005 UD463             | 30 octobre 2005       | Spacewatch        |
| (371095) | 2005 UT468             | 30 octobre 2005       | Spacewatch        |
| (371096) | 2005 UR475             | 22 octobre 2005       | Spacewatch        |
| (371097) | 2005 UU509             | 22 octobre 2005       | Spacewatch        |
| (371098) | 2005 UR510             | 25 octobre 2005       | Mt. Lemmon Survey |
| (371099) | 2005 UO512             | 30 octobre 2005       | Mt. Lemmon Survey |
| (371100) | 2005 UC520             | 26 octobre 2005       | Becker, A. C.     |

### 371101-371200
| Nom      | Désignation provisoire | Date de la découverte | Découvreur        |
| -------- | ---------------------- | --------------------- | ----------------- |
| (371101) | 2005 VW6               | 6 novembre 2005       | Mt. Lemmon Survey |
| (371102) | 2005 VH7               | 13 novembre 2005      | Stevens, B. L.    |
| (371103) | 2005 VR15              | 1er novembre 2005     | CSS               |
| (371104) | 2005 VK26              | 3 octobre 2005        | Spacewatch        |
| (371105) | 2005 VF44              | 3 novembre 2005       | Mt. Lemmon Survey |
| (371106) | 2005 VD51              | 3 novembre 2005       | CSS               |
| (371107) | 2005 VY60              | 5 novembre 2005       | Spacewatch        |
| (371108) | 2005 VH61              | 5 novembre 2005       | CSS               |
| (371109) | 2005 VZ74              | 1er novembre 2005     | Mt. Lemmon Survey |
| (371110) | 2005 VB75              | 1er novembre 2005     | Mt. Lemmon Survey |
| (371111) | 2005 VA88              | 6 novembre 2005       | Spacewatch        |
| (371112) | 2005 VH88              | 25 octobre 2005       | Spacewatch        |
| (371113) | 2005 VR88              | 6 novembre 2005       | Spacewatch        |
| (371114) | 2005 VE89              | 29 octobre 2005       | Spacewatch        |
| (371115) | 2005 VS98              | 10 novembre 2005      | CSS               |
| (371116) | 2005 VZ99              | 1er novembre 2005     | Spacewatch        |
| (371117) | 2005 VM107             | 5 novembre 2005       | Spacewatch        |
| (371118) | 2005 VS111             | 6 novembre 2005       | Mt. Lemmon Survey |
| (371119) | 2005 VD120             | 10 novembre 2005      | Mt. Lemmon Survey |
| (371120) | 2005 VN126             | 1er novembre 2005     | Becker, A. C.     |
| (371121) | 2005 WG19              | 24 novembre 2005      | NEAT              |
| (371122) | 2005 WS24              | 21 novembre 2005      | Spacewatch        |
| (371123) | 2005 WQ30              | 21 novembre 2005      | Spacewatch        |
| (371124) | 2005 WV32              | 21 novembre 2005      | Spacewatch        |
| (371125) | 2005 WA35              | 22 novembre 2005      | Spacewatch        |
| (371126) | 2005 WT35              | 22 novembre 2005      | Spacewatch        |
| (371127) | 2005 WH40              | 25 novembre 2005      | Mt. Lemmon Survey |
| (371128) | 2005 WB54              | 25 novembre 2005      | CSS               |
| (371129) | 2005 WX62              | 25 novembre 2005      | CSS               |
| (371130) | 2005 WK77              | 25 novembre 2005      | Spacewatch        |
| (371131) | 2005 WW78              | 25 novembre 2005      | Spacewatch        |
| (371132) | 2005 WZ93              | 26 novembre 2005      | Spacewatch        |
| (371133) | 2005 WZ97              | 26 novembre 2005      | Spacewatch        |
| (371134) | 2005 WR104             | 28 novembre 2005      | CSS               |
| (371135) | 2005 WJ118             | 28 novembre 2005      | CSS               |
| (371136) | 2005 WZ121             | 30 novembre 2005      | LINEAR            |
| (371137) | 2005 WD122             | 30 novembre 2005      | Spacewatch        |
| (371138) | 2005 WV131             | 25 novembre 2005      | Mt. Lemmon Survey |
| (371139) | 2005 WG134             | 25 novembre 2005      | Mt. Lemmon Survey |
| (371140) | 2005 WR134             | 25 novembre 2005      | Mt. Lemmon Survey |
| (371141) | 2005 WX149             | 28 novembre 2005      | Spacewatch        |
| (371142) | 2005 WX152             | 29 novembre 2005      | Spacewatch        |
| (371143) | 2005 WF172             | 30 novembre 2005      | Mt. Lemmon Survey |
| (371144) | 2005 WN176             | 30 novembre 2005      | Spacewatch        |
| (371145) | 2005 WV177             | 30 novembre 2005      | Spacewatch        |
| (371146) | 2005 XR21              | 2 décembre 2005       | Mt. Lemmon Survey |
| (371147) | 2005 XA24              | 2 décembre 2005       | Mt. Lemmon Survey |
| (371148) | 2005 XA27              | 4 décembre 2005       | Spacewatch        |
| (371149) | 2005 XC35              | 4 décembre 2005       | Spacewatch        |
| (371150) | 2005 XP41              | 30 novembre 2005      | Spacewatch        |
| (371151) | 2005 XA43              | 2 décembre 2005       | Spacewatch        |
| (371152) | 2005 XR48              | 2 décembre 2005       | Mt. Lemmon Survey |
| (371153) | 2005 XJ54              | 5 décembre 2005       | Spacewatch        |
| (371154) | 2005 XC65              | 7 décembre 2005       | Spacewatch        |
| (371155) | 2005 XQ73              | 6 décembre 2005       | Spacewatch        |
| (371156) | 2005 XU74              | 6 décembre 2005       | Spacewatch        |
| (371157) | 2005 XK75              | 6 décembre 2005       | Spacewatch        |
| (371158) | 2005 XF78              | 1er décembre 2005     | LONEOS            |
| (371159) | 2005 XW101             | 1er décembre 2005     | Buie, M. W.       |
| (371160) | 2005 XV102             | 1er décembre 2005     | Buie, M. W.       |
| (371161) | 2005 YU15              | 22 décembre 2005      | Spacewatch        |
| (371162) | 2005 YQ17              | 6 novembre 2005       | Mt. Lemmon Survey |
| (371163) | 2005 YY20              | 24 décembre 2005      | Spacewatch        |
| (371164) | 2005 YS24              | 24 décembre 2005      | Spacewatch        |
| (371165) | 2005 YO26              | 21 décembre 2005      | Spacewatch        |
| (371166) | 2005 YT31              | 22 décembre 2005      | Spacewatch        |
| (371167) | 2005 YB33              | 22 décembre 2005      | Spacewatch        |
| (371168) | 2005 YP33              | 24 décembre 2005      | Spacewatch        |
| (371169) | 2005 YD34              | 24 décembre 2005      | Spacewatch        |
| (371170) | 2005 YE40              | 22 décembre 2005      | Spacewatch        |
| (371171) | 2005 YH42              | 24 décembre 2005      | Spacewatch        |
| (371172) | 2005 YL48              | 22 décembre 2005      | Spacewatch        |
| (371173) | 2005 YY48              | 22 décembre 2005      | Spacewatch        |
| (371174) | 2005 YC55              | 25 décembre 2005      | Spacewatch        |
| (371175) | 2005 YG80              | 24 décembre 2005      | Spacewatch        |
| (371176) | 2005 YR80              | 24 décembre 2005      | Spacewatch        |
| (371177) | 2005 YZ81              | 24 décembre 2005      | Spacewatch        |
| (371178) | 2005 YS82              | 24 décembre 2005      | Spacewatch        |
| (371179) | 2005 YG87              | 25 décembre 2005      | Mt. Lemmon Survey |
| (371180) | 2005 YL87              | 25 décembre 2005      | Mt. Lemmon Survey |
| (371181) | 2005 YQ88              | 25 décembre 2005      | Mt. Lemmon Survey |
| (371182) | 2005 YX90              | 26 décembre 2005      | Mt. Lemmon Survey |
| (371183) | 2005 YA105             | 25 décembre 2005      | Spacewatch        |
| (371184) | 2005 YV111             | 25 décembre 2005      | Spacewatch        |
| (371185) | 2005 YH113             | 25 décembre 2005      | Mt. Lemmon Survey |
| (371186) | 2005 YX115             | 25 décembre 2005      | Spacewatch        |
| (371187) | 2005 YF118             | 10 décembre 2005      | Spacewatch        |
| (371188) | 2005 YK118             | 25 décembre 2005      | Spacewatch        |
| (371189) | 2005 YV126             | 26 décembre 2005      | Spacewatch        |
| (371190) | 2005 YW126             | 26 décembre 2005      | CSS               |
| (371191) | 2005 YA127             | 27 décembre 2005      | Mt. Lemmon Survey |
| (371192) | 2005 YF133             | 26 décembre 2005      | Spacewatch        |
| (371193) | 2005 YG133             | 30 novembre 2005      | Spacewatch        |
| (371194) | 2005 YN146             | 29 décembre 2005      | Mt. Lemmon Survey |
| (371195) | 2005 YW148             | 25 décembre 2005      | Spacewatch        |
| (371196) | 2005 YL154             | 29 décembre 2005      | LINEAR            |
| (371197) | 2005 YO159             | 27 décembre 2005      | Spacewatch        |
| (371198) | 2005 YC162             | 27 décembre 2005      | LINEAR            |
| (371199) | 2005 YJ176             | 22 décembre 2005      | Spacewatch        |
| (371200) | 2005 YQ193             | 29 novembre 2005      | Mt. Lemmon Survey |

### 371201-371300
| Nom             | Désignation provisoire | Date de la découverte | Découvreur        |
| --------------- | ---------------------- | --------------------- | ----------------- |
| (371201)        | 2005 YP208             | 21 décembre 2005      | CSS               |
| (371202)        | 2005 YS213             | 29 décembre 2005      | LINEAR            |
| (371203)        | 2005 YS289             | 28 décembre 2005      | Mt. Lemmon Survey |
| (371204)        | 2006 AN7               | 5 janvier 2006        | CSS               |
| (371205)        | 2006 AT8               | 2 janvier 2006        | Mt. Lemmon Survey |
| (371206)        | 2006 AO39              | 7 janvier 2006        | Mt. Lemmon Survey |
| (371207)        | 2006 AG41              | 7 janvier 2006        | Spacewatch        |
| (371208)        | 2006 AU46              | 29 décembre 2005      | Spacewatch        |
| (371209)        | 2006 AF52              | 5 janvier 2006        | Spacewatch        |
| (371210)        | 2006 AK53              | 5 janvier 2006        | Spacewatch        |
| (371211)        | 2006 AQ54              | 5 janvier 2006        | Spacewatch        |
| (371212)        | 2006 AU66              | 9 janvier 2006        | Spacewatch        |
| (371213)        | 2006 AR75              | 4 janvier 2006        | Mt. Lemmon Survey |
| (371214)        | 2006 AN81              | 7 janvier 2006        | Mt. Lemmon Survey |
| (371215)        | 2006 AG92              | 7 janvier 2006        | Mt. Lemmon Survey |
| (371216)        | 2006 AX92              | 7 janvier 2006        | Spacewatch        |
| (371217)        | 2006 AA101             | 5 janvier 2006        | Mt. Lemmon Survey |
| (371218)        | 2006 AH101             | 7 janvier 2006        | Mt. Lemmon Survey |
| (371219)        | 2006 AJ101             | 8 janvier 2006        | Mt. Lemmon Survey |
| (371220) Angers | 2006 BD8               | 22 janvier 2006       | Merlin, J.-C.     |
| (371221)        | 2006 BM40              | 21 janvier 2006       | Spacewatch        |
| (371222)        | 2006 BR41              | 22 janvier 2006       | Mt. Lemmon Survey |
| (371223)        | 2006 BJ47              | 7 janvier 2006        | Spacewatch        |
| (371224)        | 2006 BG50              | 25 janvier 2006       | Spacewatch        |
| (371225)        | 2006 BO52              | 25 janvier 2006       | Spacewatch        |
| (371226)        | 2006 BP52              | 25 janvier 2006       | Spacewatch        |
| (371227)        | 2006 BJ59              | 28 décembre 2005      | Mt. Lemmon Survey |
| (371228)        | 2006 BO62              | 24 janvier 2006       | LINEAR            |
| (371229)        | 2006 BS70              | 23 janvier 2006       | Spacewatch        |
| (371230)        | 2006 BJ73              | 23 janvier 2006       | Spacewatch        |
| (371231)        | 2006 BY74              | 23 janvier 2006       | Spacewatch        |
| (371232)        | 2006 BX79              | 23 janvier 2006       | Spacewatch        |
| (371233)        | 2006 BA80              | 23 janvier 2006       | Spacewatch        |
| (371234)        | 2006 BE87              | 25 janvier 2006       | Spacewatch        |
| (371235)        | 2006 BS89              | 25 janvier 2006       | Spacewatch        |
| (371236)        | 2006 BV89              | 25 janvier 2006       | Spacewatch        |
| (371237)        | 2006 BH94              | 26 janvier 2006       | Spacewatch        |
| (371238)        | 2006 BC97              | 26 janvier 2006       | Mt. Lemmon Survey |
| (371239)        | 2006 BW121             | 26 janvier 2006       | Mt. Lemmon Survey |
| (371240)        | 2006 BT123             | 26 janvier 2006       | Spacewatch        |
| (371241)        | 2006 BW126             | 10 octobre 2004       | Spacewatch        |
| (371242)        | 2006 BR127             | 26 janvier 2006       | Spacewatch        |
| (371243)        | 2006 BP128             | 26 janvier 2006       | Mt. Lemmon Survey |
| (371244)        | 2006 BA139             | 28 janvier 2006       | Mt. Lemmon Survey |
| (371245)        | 2006 BJ144             | 23 janvier 2006       | CSS               |
| (371246)        | 2006 BT145             | 24 janvier 2006       | LINEAR            |
| (371247)        | 2006 BB148             | 31 janvier 2006       | Yeung, W. K. Y.   |
| (371248)        | 2006 BN152             | 25 janvier 2006       | Spacewatch        |
| (371249)        | 2006 BG156             | 25 janvier 2006       | Spacewatch        |
| (371250)        | 2006 BJ165             | 26 janvier 2006       | Spacewatch        |
| (371251)        | 2006 BV171             | 27 janvier 2006       | Spacewatch        |
| (371252)        | 2006 BT172             | 27 janvier 2006       | Spacewatch        |
| (371253)        | 2006 BV172             | 27 janvier 2006       | Spacewatch        |
| (371254)        | 2006 BL173             | 27 janvier 2006       | Spacewatch        |
| (371255)        | 2006 BQ198             | 30 janvier 2006       | Spacewatch        |
| (371256)        | 2006 BJ224             | 4 octobre 1999        | Spacewatch        |
| (371257)        | 2006 BP224             | 30 janvier 2006       | Spacewatch        |
| (371258)        | 2006 BT224             | 30 janvier 2006       | Spacewatch        |
| (371259)        | 2006 BQ227             | 30 janvier 2006       | Spacewatch        |
| (371260)        | 2006 BU233             | 23 janvier 2006       | Spacewatch        |
| (371261)        | 2006 BS255             | 31 janvier 2006       | CSS               |
| (371262)        | 2006 BY266             | 25 janvier 2006       | LONEOS            |
| (371263)        | 2006 CC20              | 1er février 2006      | Mt. Lemmon Survey |
| (371264)        | 2006 CM57              | 4 février 2006        | Spacewatch        |
| (371265)        | 2006 DW1               | 20 février 2006       | Spacewatch        |
| (371266)        | 2006 DU7               | 20 février 2006       | Spacewatch        |
| (371267)        | 2006 DM36              | 20 février 2006       | Mt. Lemmon Survey |
| (371268)        | 2006 DJ44              | 20 février 2006       | CSS               |
| (371269)        | 2006 DC45              | 20 février 2006       | Spacewatch        |
| (371270)        | 2006 DA46              | 20 février 2006       | Spacewatch        |
| (371271)        | 2006 DR49              | 22 février 2006       | CSS               |
| (371272)        | 2006 DD77              | 24 février 2006       | Spacewatch        |
| (371273)        | 2006 DP82              | 24 février 2006       | Spacewatch        |
| (371274)        | 2006 DR94              | 24 février 2006       | Spacewatch        |
| (371275)        | 2006 DE96              | 24 février 2006       | Spacewatch        |
| (371276)        | 2006 DX99              | 25 février 2006       | Spacewatch        |
| (371277)        | 2006 DW102             | 25 février 2006       | Mt. Lemmon Survey |
| (371278)        | 2006 DK106             | 25 février 2006       | Mt. Lemmon Survey |
| (371279)        | 2006 DP113             | 27 février 2006       | Spacewatch        |
| (371280)        | 2006 DO117             | 27 février 2006       | Spacewatch        |
| (371281)        | 2006 DQ131             | 25 février 2006       | Spacewatch        |
| (371282)        | 2006 DQ132             | 25 février 2006       | Spacewatch        |
| (371283)        | 2006 DX134             | 25 février 2006       | Mt. Lemmon Survey |
| (371284)        | 2006 DF140             | 25 février 2006       | Spacewatch        |
| (371285)        | 2006 DD151             | 25 février 2006       | Mt. Lemmon Survey |
| (371286)        | 2006 DU159             | 27 février 2006       | Spacewatch        |
| (371287)        | 2006 DC166             | 2 février 2006        | Mt. Lemmon Survey |
| (371288)        | 2006 DX173             | 27 février 2006       | Spacewatch        |
| (371289)        | 2006 DK210             | 20 février 2006       | Spacewatch        |
| (371290)        | 2006 DE211             | 24 février 2006       | Mt. Lemmon Survey |
| (371291)        | 2006 DP211             | 18 octobre 2003       | Spacewatch        |
| (371292)        | 2006 EE7               | 2 mars 2006           | Spacewatch        |
| (371293)        | 2006 EV17              | 2 mars 2006           | Spacewatch        |
| (371294)        | 2006 EO26              | 3 mars 2006           | Spacewatch        |
| (371295)        | 2006 EQ42              | 4 mars 2006           | Spacewatch        |
| (371296)        | 2006 EJ47              | 4 mars 2006           | Spacewatch        |
| (371297)        | 2006 ES55              | 5 mars 2006           | Spacewatch        |
| (371298)        | 2006 EB66              | 5 mars 2006           | Spacewatch        |
| (371299)        | 2006 EM74              | 3 mars 2006           | Spacewatch        |
| (371300)        | 2006 FB1               | 21 mars 2006          | Mt. Lemmon Survey |

### 371301-371400
| Nom      | Désignation provisoire | Date de la découverte | Découvreur           |
| -------- | ---------------------- | --------------------- | -------------------- |
| (371301) | 2006 FU3               | 23 mars 2006          | Spacewatch           |
| (371302) | 2006 FS4               | 22 février 2006       | CSS                  |
| (371303) | 2006 FM10              | 19 mars 2006          | LINEAR               |
| (371304) | 2006 FD13              | 23 mars 2006          | Spacewatch           |
| (371305) | 2006 FN17              | 23 mars 2006          | Spacewatch           |
| (371306) | 2006 FG26              | 24 mars 2006          | Mt. Lemmon Survey    |
| (371307) | 2006 FH38              | 23 mars 2006          | Spacewatch           |
| (371308) | 2006 FM42              | 26 mars 2006          | Mt. Lemmon Survey    |
| (371309) | 2006 GO9               | 2 avril 2006          | Spacewatch           |
| (371310) | 2006 GY27              | 2 avril 2006          | Spacewatch           |
| (371311) | 2006 GN29              | 2 avril 2006          | Spacewatch           |
| (371312) | 2006 GV30              | 2 avril 2006          | Mt. Lemmon Survey    |
| (371313) | 2006 GX50              | 2 avril 2006          | LONEOS               |
| (371314) | 2006 GZ51              | 7 avril 2006          | Siding Spring Survey |
| (371315) | 2006 HP10              | 19 avril 2006         | Spacewatch           |
| (371316) | 2006 HP14              | 19 avril 2006         | Mt. Lemmon Survey    |
| (371317) | 2006 HS21              | 20 avril 2006         | Spacewatch           |
| (371318) | 2006 HU41              | 21 avril 2006         | Spacewatch           |
| (371319) | 2006 HE65              | 24 avril 2006         | Spacewatch           |
| (371320) | 2006 HF65              | 24 avril 2006         | Spacewatch           |
| (371321) | 2006 HF66              | 24 avril 2006         | Spacewatch           |
| (371322) | 2006 HC72              | 25 avril 2006         | Spacewatch           |
| (371323) | 2006 HM80              | 26 avril 2006         | Spacewatch           |
| (371324) | 2006 HK94              | 29 avril 2006         | Spacewatch           |
| (371325) | 2006 HU94              | 30 avril 2006         | Spacewatch           |
| (371326) | 2006 JW3               | 2 mai 2006            | Mt. Lemmon Survey    |
| (371327) | 2006 JX3               | 2 mai 2006            | Mt. Lemmon Survey    |
| (371328) | 2006 JO7               | 1er mai 2006          | Spacewatch           |
| (371329) | 2006 JU14              | 1er mai 2006          | Spacewatch           |
| (371330) | 2006 JU16              | 2 mai 2006            | Spacewatch           |
| (371331) | 2006 JK21              | 2 mai 2006            | Spacewatch           |
| (371332) | 2006 JW28              | 3 mai 2006            | Spacewatch           |
| (371333) | 2006 JJ33              | 3 mai 2006            | Spacewatch           |
| (371334) | 2006 JC59              | 1er mai 2006          | Buie, M. W.          |
| (371335) | 2006 JS80              | 9 mai 2006            | Mt. Lemmon Survey    |
| (371336) | 2006 KD1               | 20 mai 2006           | LINEAR               |
| (371337) | 2006 KV2               | 18 mai 2006           | NEAT                 |
| (371338) | 2006 KY7               | 19 mai 2006           | Mt. Lemmon Survey    |
| (371339) | 2006 KG18              | 21 mai 2006           | Spacewatch           |
| (371340) | 2006 KL19              | 21 mai 2006           | Siding Spring Survey |
| (371341) | 2006 KX34              | 20 mai 2006           | Spacewatch           |
| (371342) | 2006 KT39              | 21 mai 2006           | LONEOS               |
| (371343) | 2006 KY49              | 21 mai 2006           | Spacewatch           |
| (371344) | 2006 KJ50              | 21 mai 2006           | Spacewatch           |
| (371345) | 2006 KA51              | 21 mai 2006           | Spacewatch           |
| (371346) | 2006 KZ52              | 21 mai 2006           | Spacewatch           |
| (371347) | 2006 KL66              | 24 mai 2006           | Mt. Lemmon Survey    |
| (371348) | 2006 KB83              | 20 mai 2006           | Spacewatch           |
| (371349) | 2006 KB94              | 25 mai 2006           | Spacewatch           |
| (371350) | 2006 KG103             | 30 mai 2006           | Spacewatch           |
| (371351) | 2006 KW143             | 23 mai 2006           | Spacewatch           |
| (371352) | 2006 KZ144             | 25 mai 2006           | Spacewatch           |
| (371353) | 2006 LX                | 3 juin 2006           | Mt. Lemmon Survey    |
| (371354) | 2006 LH1               | 1er juin 2006         | Spacewatch           |
| (371355) | 2006 MN1               | 18 juin 2006          | Spacewatch           |
| (371356) | 2006 MD2               | 16 juin 2006          | Spacewatch           |
| (371357) | 2006 MW14              | 22 juin 2006          | NEAT                 |
| (371358) | 2006 OJ                | 30 mai 2006           | Mt. Lemmon Survey    |
| (371359) | 2006 OT8               | 20 juillet 2006       | NEAT                 |
| (371360) | 2006 PK4               | 15 août 2006          | Broughton, J.        |
| (371361) | 2006 PF9               | 18 juillet 2006       | Mt. Lemmon Survey    |
| (371362) | 2006 PO14              | 15 août 2006          | NEAT                 |
| (371363) | 2006 PB15              | 15 août 2006          | NEAT                 |
| (371364) | 2006 PA17              | 15 août 2006          | NEAT                 |
| (371365) | 2006 PF21              | 15 août 2006          | NEAT                 |
| (371366) | 2006 PH27              | 31 juillet 2006       | Siding Spring Survey |
| (371367) | 2006 PM34              | 15 août 2006          | NEAT                 |
| (371368) | 2006 QD1               | 18 août 2006          | Sarneczky, K.        |
| (371369) | 2006 QC29              | 21 août 2006          | Spacewatch           |
| (371370) | 2006 QL40              | 24 août 2006          | LINEAR               |
| (371371) | 2006 QS47              | 20 août 2006          | Spacewatch           |
| (371372) | 2006 QC51              | 23 août 2006          | LINEAR               |
| (371373) | 2006 QB61              | 21 août 2006          | LINEAR               |
| (371374) | 2006 QJ63              | 24 août 2006          | NEAT                 |
| (371375) | 2006 QW79              | 18 juillet 2006       | Mt. Lemmon Survey    |
| (371376) | 2006 QB99              | 23 août 2006          | LINEAR               |
| (371377) | 2006 QD108             | 28 août 2006          | CSS                  |
| (371378) | 2006 QG114             | 27 août 2006          | LONEOS               |
| (371379) | 2006 QV116             | 27 août 2006          | LONEOS               |
| (371380) | 2006 QU122             | 29 août 2006          | CSS                  |
| (371381) | 2006 QP126             | 16 août 2006          | NEAT                 |
| (371382) | 2006 QB145             | 18 août 2006          | Spacewatch           |
| (371383) | 2006 QZ162             | 21 août 2006          | Spacewatch           |
| (371384) | 2006 QF182             | 27 août 2006          | Becker, A. C.        |
| (371385) | 2006 QJ187             | 18 août 2006          | NEAT                 |
| (371386) | 2006 RE                | 1er septembre 2006    | Rinner, C.           |
| (371387) | 2006 RQ8               | 12 septembre 2006     | CSS                  |
| (371388) | 2006 RA9               | 27 août 2006          | Spacewatch           |
| (371389) | 2006 RS10              | 14 septembre 2006     | NEAT                 |
| (371390) | 2006 RD19              | 21 juillet 2006       | Mt. Lemmon Survey    |
| (371391) | 2006 RH19              | 14 septembre 2006     | Spacewatch           |
| (371392) | 2006 RO19              | 14 septembre 2006     | CSS                  |
| (371393) | 2006 RW19              | 15 septembre 2006     | Spacewatch           |
| (371394) | 2006 RH28              | 15 septembre 2006     | Spacewatch           |
| (371395) | 2006 RB33              | 15 septembre 2006     | Spacewatch           |
| (371396) | 2006 RR37              | 12 septembre 2006     | CSS                  |
| (371397) | 2006 RA60              | 15 septembre 2006     | CSS                  |
| (371398) | 2006 RP63              | 14 septembre 2006     | CSS                  |
| (371399) | 2006 RH71              | 15 septembre 2006     | Spacewatch           |
| (371400) | 2006 RZ71              | 15 septembre 2006     | Spacewatch           |

### 371401-371500
| Nom      | Désignation provisoire | Date de la découverte | Découvreur            |
| -------- | ---------------------- | --------------------- | --------------------- |
| (371401) | 2006 RR73              | 15 septembre 2006     | Spacewatch            |
| (371402) | 2006 RV73              | 15 septembre 2006     | Spacewatch            |
| (371403) | 2006 RQ82              | 15 septembre 2006     | Spacewatch            |
| (371404) | 2006 RU82              | 15 septembre 2006     | Spacewatch            |
| (371405) | 2006 RN84              | 15 septembre 2006     | Spacewatch            |
| (371406) | 2006 RM86              | 15 septembre 2006     | Spacewatch            |
| (371407) | 2006 RP95              | 15 septembre 2006     | Spacewatch            |
| (371408) | 2006 RV100             | 14 septembre 2006     | CSS                   |
| (371409) | 2006 RU121             | 15 septembre 2006     | Spacewatch            |
| (371410) | 2006 SU21              | 17 septembre 2006     | CSS                   |
| (371411) | 2006 SF34              | 17 septembre 2006     | CSS                   |
| (371412) | 2006 SA40              | 18 septembre 2006     | CSS                   |
| (371413) | 2006 SW48              | 18 septembre 2006     | Spacewatch            |
| (371414) | 2006 SZ48              | 18 septembre 2006     | Spacewatch            |
| (371415) | 2006 SZ59              | 18 septembre 2006     | CSS                   |
| (371416) | 2006 SM66              | 19 septembre 2006     | Spacewatch            |
| (371417) | 2006 SE76              | 19 septembre 2006     | Spacewatch            |
| (371418) | 2006 SJ80              | 18 septembre 2006     | Spacewatch            |
| (371419) | 2006 SV85              | 18 septembre 2006     | Spacewatch            |
| (371420) | 2006 SB94              | 18 septembre 2006     | Spacewatch            |
| (371421) | 2006 SA103             | 19 septembre 2006     | Spacewatch            |
| (371422) | 2006 SW104             | 19 septembre 2006     | Spacewatch            |
| (371423) | 2006 SX105             | 19 septembre 2006     | Spacewatch            |
| (371424) | 2006 SD110             | 20 septembre 2006     | LINEAR                |
| (371425) | 2006 SM115             | 24 septembre 2006     | Spacewatch            |
| (371426) | 2006 SY117             | 24 septembre 2006     | Spacewatch            |
| (371427) | 2006 SN141             | 19 septembre 2006     | CSS                   |
| (371428) | 2006 ST150             | 19 septembre 2006     | Spacewatch            |
| (371429) | 2006 SY157             | 23 septembre 2006     | Spacewatch            |
| (371430) | 2006 SS163             | 24 septembre 2006     | Spacewatch            |
| (371431) | 2006 SF175             | 25 septembre 2006     | Mt. Lemmon Survey     |
| (371432) | 2006 SG185             | 25 septembre 2006     | Mt. Lemmon Survey     |
| (371433) | 2006 SH192             | 26 septembre 2006     | Mt. Lemmon Survey     |
| (371434) | 2006 SZ199             | 24 septembre 2006     | Spacewatch            |
| (371435) | 2006 SG206             | 25 septembre 2006     | Mt. Lemmon Survey     |
| (371436) | 2006 SW212             | 26 septembre 2006     | CSS                   |
| (371437) | 2006 SJ215             | 27 septembre 2006     | Spacewatch            |
| (371438) | 2006 SO221             | 25 septembre 2006     | Mt. Lemmon Survey     |
| (371439) | 2006 ST239             | 18 septembre 2006     | Spacewatch            |
| (371440) | 2006 SJ240             | 26 septembre 2006     | Spacewatch            |
| (371441) | 2006 SM258             | 19 septembre 2006     | Spacewatch            |
| (371442) | 2006 SW272             | 27 septembre 2006     | Mt. Lemmon Survey     |
| (371443) | 2006 SB274             | 27 septembre 2006     | Mt. Lemmon Survey     |
| (371444) | 2006 SG279             | 28 septembre 2006     | Mt. Lemmon Survey     |
| (371445) | 2006 SM285             | 24 septembre 2006     | Spacewatch            |
| (371446) | 2006 SY287             | 25 septembre 2006     | LINEAR                |
| (371447) | 2006 SJ290             | 30 septembre 2006     | CSS                   |
| (371448) | 2006 SU296             | 25 septembre 2006     | Spacewatch            |
| (371449) | 2006 SM300             | 26 septembre 2006     | CSS                   |
| (371450) | 2006 SO316             | 27 septembre 2006     | Spacewatch            |
| (371451) | 2006 SV316             | 27 septembre 2006     | Spacewatch            |
| (371452) | 2006 SB317             | 27 septembre 2006     | Spacewatch            |
| (371453) | 2006 SL317             | 27 septembre 2006     | Spacewatch            |
| (371454) | 2006 SZ322             | 27 septembre 2006     | Spacewatch            |
| (371455) | 2006 SQ332             | 28 septembre 2006     | Mt. Lemmon Survey     |
| (371456) | 2006 SY346             | 15 septembre 2006     | Spacewatch            |
| (371457) | 2006 SG348             | 28 septembre 2006     | Spacewatch            |
| (371458) | 2006 SR355             | 30 septembre 2006     | CSS                   |
| (371459) | 2006 SH361             | 30 septembre 2006     | Mt. Lemmon Survey     |
| (371460) | 2006 SO361             | 30 septembre 2006     | Mt. Lemmon Survey     |
| (371461) | 2006 SR364             | 28 septembre 2006     | Mt. Lemmon Survey     |
| (371462) | 2006 SW367             | 28 septembre 2006     | CSS                   |
| (371463) | 2006 SB391             | 17 septembre 2006     | Spacewatch            |
| (371464) | 2006 SG393             | 28 septembre 2006     | CSS                   |
| (371465) | 2006 SE397             | 19 septembre 2006     | Spacewatch            |
| (371466) | 2006 SN406             | 17 septembre 2006     | Spacewatch            |
| (371467) | 2006 SF409             | 30 septembre 2006     | CSS                   |
| (371468) | 2006 TF4               | 2 octobre 2006        | Mt. Lemmon Survey     |
| (371469) | 2006 TS6               | 3 octobre 2006        | Mt. Lemmon Survey     |
| (371470) | 2006 TL9               | 11 octobre 2006       | Spacewatch            |
| (371471) | 2006 TE14              | 10 octobre 2006       | NEAT                  |
| (371472) | 2006 TP17              | 11 octobre 2006       | Spacewatch            |
| (371473) | 2006 TG18              | 11 octobre 2006       | Spacewatch            |
| (371474) | 2006 TL21              | 11 octobre 2006       | Spacewatch            |
| (371475) | 2006 TM27              | 12 octobre 2006       | Spacewatch            |
| (371476) | 2006 TE28              | 12 octobre 2006       | Spacewatch            |
| (371477) | 2006 TR30              | 12 octobre 2006       | Spacewatch            |
| (371478) | 2006 TB33              | 12 octobre 2006       | Spacewatch            |
| (371479) | 2006 TY35              | 12 octobre 2006       | Spacewatch            |
| (371480) | 2006 TK36              | 12 octobre 2006       | Spacewatch            |
| (371481) | 2006 TX39              | 12 octobre 2006       | Spacewatch            |
| (371482) | 2006 TY39              | 12 octobre 2006       | Spacewatch            |
| (371483) | 2006 TQ46              | 12 octobre 2006       | Spacewatch            |
| (371484) | 2006 TG53              | 30 septembre 2006     | Mt. Lemmon Survey     |
| (371485) | 2006 TM66              | 18 septembre 2006     | Spacewatch            |
| (371486) | 2006 TT66              | 11 octobre 2006       | NEAT                  |
| (371487) | 2006 TY66              | 11 octobre 2006       | NEAT                  |
| (371488) | 2006 TN72              | 11 octobre 2006       | NEAT                  |
| (371489) | 2006 TV73              | 30 septembre 2006     | CSS                   |
| (371490) | 2006 TB92              | 13 octobre 2006       | Spacewatch            |
| (371491) | 2006 TW92              | 15 octobre 2006       | Spacewatch            |
| (371492) | 2006 TT93              | 15 octobre 2006       | Spacewatch            |
| (371493) | 2006 TR94              | 15 octobre 2006       | Lin, C.-S., Ye, Q.-z. |
| (371494) | 2006 TJ102             | 15 octobre 2006       | Spacewatch            |
| (371495) | 2006 TG110             | 13 octobre 2006       | Spacewatch            |
| (371496) | 2006 UA16              | 17 octobre 2006       | Mt. Lemmon Survey     |
| (371497) | 2006 UG25              | 26 septembre 2006     | Mt. Lemmon Survey     |
| (371498) | 2006 UV26              | 16 octobre 2006       | Spacewatch            |
| (371499) | 2006 UA36              | 16 octobre 2006       | Spacewatch            |
| (371500) | 2006 UH36              | 16 octobre 2006       | Spacewatch            |

### 371501-371600
| Nom      | Désignation provisoire | Date de la découverte | Découvreur        |
| -------- | ---------------------- | --------------------- | ----------------- |
| (371501) | 2006 UP39              | 16 octobre 2006       | Spacewatch        |
| (371502) | 2006 UK41              | 16 octobre 2006       | Spacewatch        |
| (371503) | 2006 UP45              | 16 octobre 2006       | Spacewatch        |
| (371504) | 2006 UE46              | 16 octobre 2006       | Spacewatch        |
| (371505) | 2006 UN63              | 21 octobre 2006       | Yeung, W. K. Y.   |
| (371506) | 2006 UT68              | 16 octobre 2006       | CSS               |
| (371507) | 2006 UL70              | 16 octobre 2006       | Spacewatch        |
| (371508) | 2006 UQ74              | 17 octobre 2006       | Spacewatch        |
| (371509) | 2006 UV74              | 17 octobre 2006       | Spacewatch        |
| (371510) | 2006 UX74              | 25 septembre 2006     | Spacewatch        |
| (371511) | 2006 UU75              | 17 octobre 2006       | Mt. Lemmon Survey |
| (371512) | 2006 UY77              | 17 octobre 2006       | Spacewatch        |
| (371513) | 2006 UP82              | 17 octobre 2006       | Spacewatch        |
| (371514) | 2006 UO88              | 17 octobre 2006       | Spacewatch        |
| (371515) | 2006 UF94              | 2 octobre 2006        | Mt. Lemmon Survey |
| (371516) | 2006 UM123             | 19 octobre 2006       | NEAT              |
| (371517) | 2006 UK144             | 19 octobre 2006       | Spacewatch        |
| (371518) | 2006 UN155             | 17 septembre 2006     | Spacewatch        |
| (371519) | 2006 UQ166             | 21 octobre 2006       | Mt. Lemmon Survey |
| (371520) | 2006 UY169             | 21 octobre 2006       | Mt. Lemmon Survey |
| (371521) | 2006 UK178             | 16 octobre 2006       | CSS               |
| (371522) | 2006 UG185             | 27 octobre 2006       | Mt. Lemmon Survey |
| (371523) | 2006 UJ191             | 19 octobre 2006       | CSS               |
| (371524) | 2006 UX196             | 20 octobre 2006       | Spacewatch        |
| (371525) | 2006 UR198             | 20 octobre 2006       | Spacewatch        |
| (371526) | 2006 UV213             | 23 octobre 2006       | Spacewatch        |
| (371527) | 2006 UB216             | 28 octobre 2006       | Molnar, L. A.     |
| (371528) | 2006 UC220             | 16 octobre 2006       | CSS               |
| (371529) | 2006 UQ221             | 17 octobre 2006       | Spacewatch        |
| (371530) | 2006 UZ224             | 29 février 2004       | Spacewatch        |
| (371531) | 2006 UC225             | 19 octobre 2006       | CSS               |
| (371532) | 2006 UY234             | 22 octobre 2006       | Mt. Lemmon Survey |
| (371533) | 2006 UM240             | 23 octobre 2006       | Spacewatch        |
| (371534) | 2006 UB247             | 26 septembre 2006     | Mt. Lemmon Survey |
| (371535) | 2006 UC250             | 27 octobre 2006       | Mt. Lemmon Survey |
| (371536) | 2006 UZ265             | 27 octobre 2006       | CSS               |
| (371537) | 2006 UF266             | 4 octobre 2006        | Mt. Lemmon Survey |
| (371538) | 2006 UD274             | 27 octobre 2006       | Spacewatch        |
| (371539) | 2006 UR274             | 28 octobre 2006       | Spacewatch        |
| (371540) | 2006 UZ285             | 28 octobre 2006       | Spacewatch        |
| (371541) | 2006 UB290             | 31 octobre 2006       | Spacewatch        |
| (371542) | 2006 UK291             | 30 octobre 2006       | CSS               |
| (371543) | 2006 UV291             | 24 octobre 2006       | Cordell-Lorenz    |
| (371544) | 2006 UT302             | 14 septembre 2006     | CSS               |
| (371545) | 2006 UK304             | 19 octobre 2006       | Buie, M. W.       |
| (371546) | 2006 UL331             | 19 octobre 2006       | CSS               |
| (371547) | 2006 UO337             | 16 octobre 2006       | Spacewatch        |
| (371548) | 2006 UY349             | 26 octobre 2006       | Wiegert, P. A.    |
| (371549) | 2006 VF2               | 2 novembre 2006       | Mt. Lemmon Survey |
| (371550) | 2006 VC10              | 11 novembre 2006      | Mt. Lemmon Survey |
| (371551) | 2006 VC16              | 9 novembre 2006       | Spacewatch        |
| (371552) | 2006 VT16              | 9 novembre 2006       | Spacewatch        |
| (371553) | 2006 VP25              | 10 novembre 2006      | Spacewatch        |
| (371554) | 2006 VL29              | 10 novembre 2006      | Spacewatch        |
| (371555) | 2006 VX29              | 10 novembre 2006      | Spacewatch        |
| (371556) | 2006 VK30              | 10 novembre 2006      | Spacewatch        |
| (371557) | 2006 VO30              | 10 novembre 2006      | Spacewatch        |
| (371558) | 2006 VQ30              | 10 novembre 2006      | Spacewatch        |
| (371559) | 2006 VV38              | 12 novembre 2006      | Mt. Lemmon Survey |
| (371560) | 2006 VK52              | 11 novembre 2006      | Spacewatch        |
| (371561) | 2006 VK57              | 11 novembre 2006      | Spacewatch        |
| (371562) | 2006 VF58              | 11 novembre 2006      | Spacewatch        |
| (371563) | 2006 VF64              | 11 novembre 2006      | Spacewatch        |
| (371564) | 2006 VL66              | 11 novembre 2006      | CSS               |
| (371565) | 2006 VO68              | 11 novembre 2006      | CSS               |
| (371566) | 2006 VX70              | 11 novembre 2006      | Spacewatch        |
| (371567) | 2006 VE72              | 11 novembre 2006      | Mt. Lemmon Survey |
| (371568) | 2006 VC95              | 15 novembre 2006      | Rinner, C.        |
| (371569) | 2006 VE98              | 22 octobre 2006       | Mt. Lemmon Survey |
| (371570) | 2006 VF104             | 13 novembre 2006      | NEAT              |
| (371571) | 2006 VR104             | 13 novembre 2006      | CSS               |
| (371572) | 2006 VH107             | 13 novembre 2006      | Spacewatch        |
| (371573) | 2006 VF115             | 14 novembre 2006      | Spacewatch        |
| (371574) | 2006 VR130             | 15 novembre 2006      | Spacewatch        |
| (371575) | 2006 VS130             | 15 novembre 2006      | Spacewatch        |
| (371576) | 2006 VJ133             | 15 novembre 2006      | Spacewatch        |
| (371577) | 2006 VY140             | 15 novembre 2006      | Spacewatch        |
| (371578) | 2006 VU142             | 14 novembre 2006      | Spacewatch        |
| (371579) | 2006 VF143             | 14 novembre 2006      | Spacewatch        |
| (371580) | 2006 VM151             | 25 septembre 2006     | Mt. Lemmon Survey |
| (371581) | 2006 VP154             | 3 octobre 2006        | Mt. Lemmon Survey |
| (371582) | 2006 VN170             | 15 novembre 2006      | Spacewatch        |
| (371583) | 2006 VY172             | 1er novembre 2006     | Mt. Lemmon Survey |
| (371584) | 2006 WH4               | 19 novembre 2006      | Spacewatch        |
| (371585) | 2006 WO7               | 16 novembre 2006      | Spacewatch        |
| (371586) | 2006 WW24              | 17 novembre 2006      | Mt. Lemmon Survey |
| (371587) | 2006 WD29              | 19 novembre 2006      | Spacewatch        |
| (371588) | 2006 WC41              | 16 novembre 2006      | Spacewatch        |
| (371589) | 2006 WN42              | 16 novembre 2006      | Spacewatch        |
| (371590) | 2006 WB47              | 16 novembre 2006      | Spacewatch        |
| (371591) | 2006 WQ49              | 2 novembre 2006       | Mt. Lemmon Survey |
| (371592) | 2006 WH52              | 16 novembre 2006      | Spacewatch        |
| (371593) | 2006 WB90              | 18 novembre 2006      | Spacewatch        |
| (371594) | 2006 WQ98              | 19 novembre 2006      | Spacewatch        |
| (371595) | 2006 WA101             | 19 novembre 2006      | LINEAR            |
| (371596) | 2006 WL110             | 11 novembre 2006      | Spacewatch        |
| (371597) | 2006 WE118             | 11 novembre 2006      | Spacewatch        |
| (371598) | 2006 WF125             | 22 novembre 2006      | Spacewatch        |
| (371599) | 2006 WG125             | 22 novembre 2006      | LINEAR            |
| (371600) | 2006 WK143             | 23 octobre 2006       | Mt. Lemmon Survey |

### 371601-371700
| Nom      | Désignation provisoire | Date de la découverte | Découvreur        |
| -------- | ---------------------- | --------------------- | ----------------- |
| (371601) | 2006 WB146             | 20 novembre 2006      | Spacewatch        |
| (371602) | 2006 WO146             | 28 octobre 2006       | Mt. Lemmon Survey |
| (371603) | 2006 WQ146             | 20 novembre 2006      | Spacewatch        |
| (371604) | 2006 WY152             | 23 octobre 2006       | Mt. Lemmon Survey |
| (371605) | 2006 WZ161             | 23 novembre 2006      | Spacewatch        |
| (371606) | 2006 WW174             | 23 novembre 2006      | Spacewatch        |
| (371607) | 2006 WA182             | 24 novembre 2006      | Mt. Lemmon Survey |
| (371608) | 2006 XD6               | 8 décembre 2006       | NEAT              |
| (371609) | 2006 XQ9               | 9 décembre 2006       | Spacewatch        |
| (371610) | 2006 XC13              | 10 décembre 2006      | Spacewatch        |
| (371611) | 2006 XN19              | 11 décembre 2006      | Spacewatch        |
| (371612) | 2006 XL26              | 12 décembre 2006      | CSS               |
| (371613) | 2006 XC40              | 12 décembre 2006      | Mt. Lemmon Survey |
| (371614) | 2006 XG41              | 12 décembre 2006      | Mt. Lemmon Survey |
| (371615) | 2006 XW41              | 14 novembre 2006      | Mt. Lemmon Survey |
| (371616) | 2006 XS57              | 14 décembre 2006      | Mt. Lemmon Survey |
| (371617) | 2006 XP60              | 14 décembre 2006      | Spacewatch        |
| (371618) | 2006 XY62              | 15 décembre 2006      | Mt. Lemmon Survey |
| (371619) | 2006 XU70              | 13 décembre 2006      | Mt. Lemmon Survey |
| (371620) | 2006 YB18              | 22 décembre 2006      | LINEAR            |
| (371621) | 2006 YL29              | 21 décembre 2006      | Spacewatch        |
| (371622) | 2006 YA30              | 21 décembre 2006      | Spacewatch        |
| (371623) | 2006 YQ34              | 21 décembre 2006      | Spacewatch        |
| (371624) | 2006 YB36              | 21 décembre 2006      | Spacewatch        |
| (371625) | 2006 YB41              | 22 décembre 2006      | Spacewatch        |
| (371626) | 2006 YM50              | 21 décembre 2006      | Buie, M. W.       |
| (371627) | 2007 AP7               | 9 janvier 2007        | Mt. Lemmon Survey |
| (371628) | 2007 AF8               | 10 janvier 2007       | Nyukasa           |
| (371629) | 2007 AQ8               | 18 novembre 2006      | Mt. Lemmon Survey |
| (371630) | 2007 AK10              | 9 janvier 2007        | Spacewatch        |
| (371631) | 2007 AB15              | 10 janvier 2007       | Mt. Lemmon Survey |
| (371632) | 2007 AE15              | 10 janvier 2007       | Mt. Lemmon Survey |
| (371633) | 2007 AY18              | 13 janvier 2007       | LINEAR            |
| (371634) | 2007 AJ19              | 15 janvier 2007       | LONEOS            |
| (371635) | 2007 BC2               | 16 janvier 2007       | CSS               |
| (371636) | 2007 BL6               | 17 janvier 2007       | NEAT              |
| (371637) | 2007 BG8               | 24 janvier 2007       | Mt. Lemmon Survey |
| (371638) | 2007 BR10              | 17 janvier 2007       | Spacewatch        |
| (371639) | 2007 BW17              | 8 janvier 2007        | Spacewatch        |
| (371640) | 2007 BW20              | 18 janvier 2007       | NEAT              |
| (371641) | 2007 BZ26              | 24 janvier 2007       | CSS               |
| (371642) | 2007 BM27              | 24 janvier 2007       | CSS               |
| (371643) | 2007 BL34              | 24 janvier 2007       | Mt. Lemmon Survey |
| (371644) | 2007 BX42              | 24 janvier 2007       | Mt. Lemmon Survey |
| (371645) | 2007 BL45              | 27 septembre 1994     | Spacewatch        |
| (371646) | 2007 BS54              | 24 janvier 2007       | LINEAR            |
| (371647) | 2007 BS55              | 24 janvier 2007       | LINEAR            |
| (371648) | 2007 BT63              | 10 janvier 2007       | Mt. Lemmon Survey |
| (371649) | 2007 BT64              | 27 janvier 2007       | Mt. Lemmon Survey |
| (371650) | 2007 BH67              | 27 janvier 2007       | Mt. Lemmon Survey |
| (371651) | 2007 BW74              | 27 janvier 2007       | Spacewatch        |
| (371652) | 2007 BV75              | 26 janvier 2007       | Spacewatch        |
| (371653) | 2007 BZ77              | 27 janvier 2007       | Mt. Lemmon Survey |
| (371654) | 2007 BK92              | 19 janvier 2007       | Mauna Kea         |
| (371655) | 2007 BX99              | 17 janvier 2007       | Spacewatch        |
| (371656) | 2007 CH1               | 6 février 2007        | Spacewatch        |
| (371657) | 2007 CZ1               | 6 février 2007        | Spacewatch        |
| (371658) | 2007 CA2               | 17 janvier 2007       | Mt. Lemmon Survey |
| (371659) | 2007 CG3               | 24 janvier 2007       | CSS               |
| (371660) | 2007 CN26              | 10 février 2007       | Mt. Lemmon Survey |
| (371661) | 2007 CZ34              | 6 février 2007        | NEAT              |
| (371662) | 2007 CA37              | 6 février 2007        | Mt. Lemmon Survey |
| (371663) | 2007 CD40              | 10 janvier 2007       | Mt. Lemmon Survey |
| (371664) | 2007 CP41              | 7 février 2007        | Spacewatch        |
| (371665) | 2007 CL47              | 9 février 2007        | Spacewatch        |
| (371666) | 2007 CX49              | 10 février 2007       | Mt. Lemmon Survey |
| (371667) | 2007 CH51              | 7 février 2007        | CSS               |
| (371668) | 2007 CO52              | 10 février 2007       | CSS               |
| (371669) | 2007 CC56              | 13 février 2007       | LINEAR            |
| (371670) | 2007 CS57              | 21 novembre 2006      | Mt. Lemmon Survey |
| (371671) | 2007 CY59              | 10 février 2007       | CSS               |
| (371672) | 2007 CS63              | 15 février 2007       | CSS               |
| (371673) | 2007 DY10              | 17 février 2007       | Spacewatch        |
| (371674) | 2007 DR11              | 16 février 2007       | NEAT              |
| (371675) | 2007 DV11              | 16 février 2007       | Mt. Lemmon Survey |
| (371676) | 2007 DU12              | 16 février 2007       | NEAT              |
| (371677) | 2007 DC13              | 16 février 2007       | NEAT              |
| (371678) | 2007 DO13              | 24 janvier 2007       | LINEAR            |
| (371679) | 2007 DF15              | 17 février 2007       | Spacewatch        |
| (371680) | 2007 DG29              | 17 février 2007       | NEAT              |
| (371681) | 2007 DN29              | 27 janvier 2007       | Mt. Lemmon Survey |
| (371682) | 2007 DE30              | 17 février 2007       | Spacewatch        |
| (371683) | 2007 DP33              | 17 février 2007       | Spacewatch        |
| (371684) | 2007 DT36              | 17 février 2007       | Spacewatch        |
| (371685) | 2007 DK38              | 17 février 2007       | Spacewatch        |
| (371686) | 2007 DB42              | 16 février 2007       | CSS               |
| (371687) | 2007 DF53              | 19 février 2007       | Mt. Lemmon Survey |
| (371688) | 2007 DQ56              | 21 février 2007       | Mt. Lemmon Survey |
| (371689) | 2007 DT57              | 21 février 2007       | Mt. Lemmon Survey |
| (371690) | 2007 DV57              | 21 février 2007       | Mt. Lemmon Survey |
| (371691) | 2007 DD59              | 22 février 2007       | Spacewatch        |
| (371692) | 2007 DZ59              | 13 février 2007       | LINEAR            |
| (371693) | 2007 DU68              | 21 février 2007       | Spacewatch        |
| (371694) | 2007 DM85              | 21 février 2007       | LINEAR            |
| (371695) | 2007 DY85              | 28 janvier 2007       | Mt. Lemmon Survey |
| (371696) | 2007 DJ90              | 23 février 2007       | Spacewatch        |
| (371697) | 2007 DC109             | 25 février 2007       | Mt. Lemmon Survey |
| (371698) | 2007 DD110             | 16 février 2007       | Mt. Lemmon Survey |
| (371699) | 2007 DL110             | 17 février 2007       | Mt. Lemmon Survey |
| (371700) | 2007 EZ4               | 9 mars 2007           | NEAT              |

### 371701-371800
| Nom      | Désignation provisoire | Date de la découverte | Découvreur               |
| -------- | ---------------------- | --------------------- | ------------------------ |
| (371701) | 2007 ER6               | 21 février 2007       | Mt. Lemmon Survey        |
| (371702) | 2007 EP15              | 9 mars 2007           | Spacewatch               |
| (371703) | 2007 EW20              | 10 mars 2007          | Spacewatch               |
| (371704) | 2007 EC21              | 10 mars 2007          | Spacewatch               |
| (371705) | 2007 EW27              | 9 mars 2007           | CSS                      |
| (371706) | 2007 EK28              | 9 mars 2007           | NEAT                     |
| (371707) | 2007 EK34              | 27 décembre 2006      | Mt. Lemmon Survey        |
| (371708) | 2007 EE39              | 17 février 2007       | LINEAR                   |
| (371709) | 2007 EF41              | 9 mars 2007           | NEAT                     |
| (371710) | 2007 EO43              | 9 mars 2007           | Spacewatch               |
| (371711) | 2007 EE45              | 9 mars 2007           | Spacewatch               |
| (371712) | 2007 EQ45              | 9 mars 2007           | Spacewatch               |
| (371713) | 2007 EJ46              | 9 mars 2007           | Mt. Lemmon Survey        |
| (371714) | 2007 EZ48              | 9 mars 2007           | Spacewatch               |
| (371715) | 2007 EY55              | 12 mars 2007          | Mt. Lemmon Survey        |
| (371716) | 2007 EL57              | 17 février 2007       | Spacewatch               |
| (371717) | 2007 EE63              | 17 février 2007       | Spacewatch               |
| (371718) | 2007 ED69              | 10 mars 2007          | Spacewatch               |
| (371719) | 2007 ET74              | 10 mars 2007          | Spacewatch               |
| (371720) | 2007 EU78              | 17 février 2007       | CSS                      |
| (371721) | 2007 EA84              | 12 mars 2007          | Mt. Lemmon Survey        |
| (371722) | 2007 ED84              | 12 mars 2007          | Mt. Lemmon Survey        |
| (371723) | 2007 EY85              | 12 mars 2007          | Mt. Lemmon Survey        |
| (371724) | 2007 EZ85              | 12 mars 2007          | Mt. Lemmon Survey        |
| (371725) | 2007 EZ87              | 13 mars 2007          | Christophe, B.           |
| (371726) | 2007 EU99              | 11 mars 2007          | Spacewatch               |
| (371727) | 2007 EG101             | 11 mars 2007          | Spacewatch               |
| (371728) | 2007 EB105             | 11 mars 2007          | Mt. Lemmon Survey        |
| (371729) | 2007 EN106             | 11 mars 2007          | LONEOS                   |
| (371730) | 2007 EU126             | 9 mars 2007           | Mt. Lemmon Survey        |
| (371731) | 2007 EN127             | 9 mars 2007           | Mt. Lemmon Survey        |
| (371732) | 2007 EZ130             | 9 mars 2007           | Mt. Lemmon Survey        |
| (371733) | 2007 EE137             | 9 février 2007        | Spacewatch               |
| (371734) | 2007 EQ139             | 12 mars 2007          | Spacewatch               |
| (371735) | 2007 EM149             | 12 mars 2007          | Mt. Lemmon Survey        |
| (371736) | 2007 EJ150             | 12 mars 2007          | Mt. Lemmon Survey        |
| (371737) | 2007 EO156             | 12 mars 2007          | Spacewatch               |
| (371738) | 2007 EE157             | 13 mars 2007          | Spacewatch               |
| (371739) | 2007 ET166             | 11 mars 2007          | Mt. Lemmon Survey        |
| (371740) | 2007 EL171             | 13 mars 2007          | Crni Vrh                 |
| (371741) | 2007 ET171             | 11 mars 2007          | Spacewatch               |
| (371742) | 2007 EQ190             | 23 février 2007       | Spacewatch               |
| (371743) | 2007 EL192             | 14 mars 2007          | Spacewatch               |
| (371744) | 2007 EG195             | 15 mars 2007          | Spacewatch               |
| (371745) | 2007 EZ203             | 10 mars 2007          | Mt. Lemmon Survey        |
| (371746) | 2007 EH217             | 10 mars 2007          | Mt. Lemmon Survey        |
| (371747) | 2007 EU217             | 13 mars 2007          | Spacewatch               |
| (371748) | 2007 EQ218             | 10 mars 2007          | NEAT                     |
| (371749) | 2007 EY218             | 12 mars 2007          | CSS                      |
| (371750) | 2007 EM223             | 14 mars 2007          | Mt. Lemmon Survey        |
| (371751) | 2007 FX1               | 18 mars 2007          | Ferrando, R.             |
| (371752) | 2007 FZ16              | 20 mars 2007          | Mt. Lemmon Survey        |
| (371753) | 2007 FU21              | 22 février 2007       | Spacewatch               |
| (371754) | 2007 FZ24              | 20 mars 2007          | Spacewatch               |
| (371755) | 2007 FL26              | 20 mars 2007          | Spacewatch               |
| (371756) | 2007 FM34              | 25 mars 2007          | Ries, W.                 |
| (371757) | 2007 FK37              | 26 mars 2007          | Mt. Lemmon Survey        |
| (371758) | 2007 FQ40              | 20 mars 2007          | Mt. Lemmon Survey        |
| (371759) | 2007 FH47              | 26 mars 2007          | Mt. Lemmon Survey        |
| (371760) | 2007 GB14              | 11 avril 2007         | Spacewatch               |
| (371761) | 2007 GU25              | 14 avril 2007         | Spacewatch               |
| (371762) | 2007 GU26              | 14 avril 2007         | Spacewatch               |
| (371763) | 2007 GM33              | 11 avril 2007         | Mt. Lemmon Survey        |
| (371764) | 2007 GC49              | 14 avril 2007         | Spacewatch               |
| (371765) | 2007 GH51              | 7 avril 2007          | CSS                      |
| (371766) | 2007 GQ53              | 22 septembre 2004     | Spacewatch               |
| (371767) | 2007 GE61              | 15 avril 2007         | Spacewatch               |
| (371768) | 2007 GH62              | 15 avril 2007         | Spacewatch               |
| (371769) | 2007 HD3               | 16 avril 2007         | Mt. Lemmon Survey        |
| (371770) | 2007 HA10              | 18 avril 2007         | Mt. Lemmon Survey        |
| (371771) | 2007 HF18              | 18 mars 2007          | Spacewatch               |
| (371772) | 2007 HE20              | 14 avril 2007         | Spacewatch               |
| (371773) | 2007 HA24              | 18 avril 2007         | Spacewatch               |
| (371774) | 2007 HH34              | 15 avril 2007         | Spacewatch               |
| (371775) | 2007 HN36              | 19 avril 2007         | Spacewatch               |
| (371776) | 2007 HM38              | 20 avril 2007         | Mt. Lemmon Survey        |
| (371777) | 2007 HL44              | 24 avril 2007         | Hoenig, S. F., Teamo, N. |
| (371778) | 2007 HU70              | 19 avril 2007         | Spacewatch               |
| (371779) | 2007 HH76              | 22 avril 2007         | Spacewatch               |
| (371780) | 2007 JV6               | 19 avril 2007         | Spacewatch               |
| (371781) | 2007 JB15              | 10 mai 2007           | Mt. Lemmon Survey        |
| (371782) | 2007 KN5               | 24 mai 2007           | Mt. Lemmon Survey        |
| (371783) | 2007 LK5               | 9 juin 2007           | Spacewatch               |
| (371784) | 2007 LZ28              | 15 juin 2007          | Spacewatch               |
| (371785) | 2007 LQ35              | 25 avril 2007         | Mt. Lemmon Survey        |
| (371786) | 2007 MO4               | 17 juin 2007          | Spacewatch               |
| (371787) | 2007 MM16              | 22 juin 2007          | Spacewatch               |
| (371788) | 2007 NS                | 9 juillet 2007        | Hug, G.                  |
| (371789) | 2007 OE3               | 21 juillet 2007       | Young, J. W.             |
| (371790) | 2007 ON3               | 21 juillet 2007       | Hoenig, S. F., Teamo, N. |
| (371791) | 2007 OC6               | 22 juillet 2007       | LUSS                     |
| (371792) | 2007 PP1               | 5 août 2007           | Crni Vrh                 |
| (371793) | 2007 PG12              | 10 août 2007          | Hoenig, S. F., Teamo, N. |
| (371794) | 2007 PY13              | 8 août 2007           | LINEAR                   |
| (371795) | 2007 PS35              | 11 août 2007          | LINEAR                   |
| (371796) | 2007 QE12              | 16 août 2007          | LINEAR                   |
| (371797) | 2007 QQ12              | 21 août 2007          | Siding Spring Survey     |
| (371798) | 2007 RD4               | 3 septembre 2007      | CSS                      |
| (371799) | 2007 RB16              | 12 septembre 2007     | Gierlinger, R.           |
| (371800) | 2007 RN22              | 3 septembre 2007      | CSS                      |

### 371801-371900
| Nom      | Désignation provisoire | Date de la découverte | Découvreur               |
| -------- | ---------------------- | --------------------- | ------------------------ |
| (371801) | 2007 RE36              | 8 septembre 2007      | LONEOS                   |
| (371802) | 2007 RJ51              | 9 septembre 2007      | Spacewatch               |
| (371803) | 2007 RR57              | 9 septembre 2007      | Spacewatch               |
| (371804) | 2007 RS68              | 10 septembre 2007     | Spacewatch               |
| (371805) | 2007 RW149             | 12 septembre 2007     | Siding Spring Survey     |
| (371806) | 2007 RQ162             | 10 septembre 2007     | Spacewatch               |
| (371807) | 2007 RE190             | 11 septembre 2007     | CSS                      |
| (371808) | 2007 RD289             | 10 septembre 2007     | Mt. Lemmon Survey        |
| (371809) | 2007 RG308             | 11 septembre 2007     | Spacewatch               |
| (371810) | 2007 RR308             | 24 août 2007          | Spacewatch               |
| (371811) | 2007 TZ36              | 4 octobre 2007        | Mt. Lemmon Survey        |
| (371812) | 2007 TA60              | 5 octobre 2007        | Spacewatch               |
| (371813) | 2007 TQ62              | 7 octobre 2007        | Mt. Lemmon Survey        |
| (371814) | 2007 TD65              | 7 octobre 2007        | Mt. Lemmon Survey        |
| (371815) | 2007 TQ144             | 6 octobre 2007        | LINEAR                   |
| (371816) | 2007 TD232             | 8 octobre 2007        | Spacewatch               |
| (371817) | 2007 TV337             | 13 octobre 2007       | CSS                      |
| (371818) | 2007 TY349             | 16 août 2007          | PMO NEO Survey Program   |
| (371819) | 2007 TN356             | 9 septembre 2007      | Spacewatch               |
| (371820) | 2007 UW                | 16 octobre 2007       | Mt. Lemmon Survey        |
| (371821) | 2007 UJ12              | 19 octobre 2007       | Mt. Lemmon Survey        |
| (371822) | 2007 UD43              | 6 mai 2006            | Mt. Lemmon Survey        |
| (371823) | 2007 UY49              | 24 octobre 2007       | Mt. Lemmon Survey        |
| (371824) | 2007 UJ108             | 11 octobre 2007       | Spacewatch               |
| (371825) | 2007 UO132             | 20 octobre 2007       | Mt. Lemmon Survey        |
| (371826) | 2007 US132             | 20 octobre 2007       | Mt. Lemmon Survey        |
| (371827) | 2007 UZ132             | 20 octobre 2007       | Mt. Lemmon Survey        |
| (371828) | 2007 VC5               | 3 novembre 2007       | Chante-Perdrix           |
| (371829) | 2007 VF6               | 3 novembre 2007       | Mt. Lemmon Survey        |
| (371830) | 2007 VS62              | 1er novembre 2007     | Spacewatch               |
| (371831) | 2007 VD98              | 1er novembre 2007     | Spacewatch               |
| (371832) | 2007 VJ230             | 7 novembre 2007       | Spacewatch               |
| (371833) | 2007 VU235             | 11 novembre 2007      | Mt. Lemmon Survey        |
| (371834) | 2007 VR245             | 8 novembre 2007       | CSS                      |
| (371835) | 2007 VW314             | 2 novembre 2007       | Spacewatch               |
| (371836) | 2007 VE317             | 11 novembre 2007      | Mt. Lemmon Survey        |
| (371837) | 2007 VM318             | 7 novembre 2007       | Spacewatch               |
| (371838) | 2007 VW324             | 8 novembre 2007       | Spacewatch               |
| (371839) | 2007 VU334             | 14 novembre 2007      | Spacewatch               |
| (371840) | 2007 VE335             | 14 novembre 2007      | Spacewatch               |
| (371841) | 2007 WK27              | 3 novembre 2007       | Spacewatch               |
| (371842) | 2007 WH58              | 18 novembre 2007      | Mt. Lemmon Survey        |
| (371843) | 2007 XX25              | 15 décembre 2007      | Chante-Perdrix           |
| (371844) | 2007 XA30              | 15 décembre 2007      | CSS                      |
| (371845) | 2007 XC50              | 15 décembre 2007      | Spacewatch               |
| (371846) | 2007 YT11              | 17 décembre 2007      | Mt. Lemmon Survey        |
| (371847) | 2007 YQ14              | 17 décembre 2007      | Mt. Lemmon Survey        |
| (371848) | 2007 YU34              | 28 décembre 2007      | Spacewatch               |
| (371849) | 2007 YE38              | 30 décembre 2007      | Mt. Lemmon Survey        |
| (371850) | 2007 YV48              | 28 décembre 2007      | Spacewatch               |
| (371851) | 2007 YK63              | 31 décembre 2007      | Spacewatch               |
| (371852) | 2007 YP74              | 17 décembre 2007      | Mt. Lemmon Survey        |
| (371853) | 2008 AD20              | 10 janvier 2008       | CSS                      |
| (371854) | 2008 AE20              | 10 janvier 2008       | CSS                      |
| (371855) | 2008 AA29              | 5 janvier 2008        | Dillon, W. G., Wells, D. |
| (371856) | 2008 AP64              | 10 janvier 2008       | CSS                      |
| (371857) | 2008 AE75              | 11 janvier 2008       | Spacewatch               |
| (371858) | 2008 AQ98              | 1er janvier 2008      | Spacewatch               |
| (371859) | 2008 AJ111             | 15 décembre 2007      | Mt. Lemmon Survey        |
| (371860) | 2008 BX7               | 19 décembre 2007      | Mt. Lemmon Survey        |
| (371861) | 2008 BN19              | 31 décembre 2007      | Spacewatch               |
| (371862) | 2008 BX24              | 30 janvier 2008       | Spacewatch               |
| (371863) | 2008 BN26              | 31 décembre 2007      | Mt. Lemmon Survey        |
| (371864) | 2008 BZ37              | 31 janvier 2008       | Mt. Lemmon Survey        |
| (371865) | 2008 BN47              | 30 janvier 2008       | Mt. Lemmon Survey        |
| (371866) | 2008 CQ4               | 2 février 2008        | Mt. Lemmon Survey        |
| (371867) | 2008 CO21              | 31 décembre 2007      | Spacewatch               |
| (371868) | 2008 CQ21              | 7 février 2008        | Schwab, E., Zimmer, U.   |
| (371869) | 2008 CJ24              | 14 décembre 2007      | Mt. Lemmon Survey        |
| (371870) | 2008 CP24              | 1er février 2008      | Spacewatch               |
| (371871) | 2008 CQ24              | 1er février 2008      | Spacewatch               |
| (371872) | 2008 CW24              | 1er février 2008      | Spacewatch               |
| (371873) | 2008 CZ29              | 19 janvier 2008       | Spacewatch               |
| (371874) | 2008 CN30              | 2 février 2008        | Spacewatch               |
| (371875) | 2008 CX33              | 2 février 2008        | Spacewatch               |
| (371876) | 2008 CU34              | 2 février 2008        | Spacewatch               |
| (371877) | 2008 CJ35              | 2 février 2008        | Spacewatch               |
| (371878) | 2008 CF36              | 2 février 2008        | Spacewatch               |
| (371879) | 2008 CR40              | 2 février 2008        | Spacewatch               |
| (371880) | 2008 CQ47              | 3 février 2008        | Spacewatch               |
| (371881) | 2008 CW49              | 6 février 2008        | CSS                      |
| (371882) | 2008 CR53              | 7 février 2008        | Mt. Lemmon Survey        |
| (371883) | 2008 CC54              | 7 février 2008        | CSS                      |
| (371884) | 2008 CE56              | 12 janvier 2008       | Spacewatch               |
| (371885) | 2008 CG68              | 2 février 2008        | LINEAR                   |
| (371886) | 2008 CM68              | 18 novembre 2007      | Mt. Lemmon Survey        |
| (371887) | 2008 CE74              | 31 décembre 2007      | Mt. Lemmon Survey        |
| (371888) | 2008 CY75              | 3 février 2008        | Spacewatch               |
| (371889) | 2008 CH82              | 7 février 2008        | Spacewatch               |
| (371890) | 2008 CH87              | 7 février 2008        | Mt. Lemmon Survey        |
| (371891) | 2008 CQ87              | 12 avril 1994         | Spacewatch               |
| (371892) | 2008 CL91              | 8 février 2008        | Spacewatch               |
| (371893) | 2008 CD110             | 9 février 2008        | Spacewatch               |
| (371894) | 2008 CT122             | 7 février 2008        | Mt. Lemmon Survey        |
| (371895) | 2008 CB123             | 7 février 2008        | Mt. Lemmon Survey        |
| (371896) | 2008 CF130             | 31 décembre 2007      | Mt. Lemmon Survey        |
| (371897) | 2008 CF133             | 8 février 2008        | Spacewatch               |
| (371898) | 2008 CR133             | 8 février 2008        | Spacewatch               |
| (371899) | 2008 CL142             | 10 janvier 2008       | Mt. Lemmon Survey        |
| (371900) | 2008 CP142             | 8 février 2008        | Spacewatch               |

### 371901-372000
| Nom      | Désignation provisoire | Date de la découverte | Découvreur        |
| -------- | ---------------------- | --------------------- | ----------------- |
| (371901) | 2008 CY147             | 9 février 2008        | Spacewatch        |
| (371902) | 2008 CF150             | 9 février 2008        | Spacewatch        |
| (371903) | 2008 CM175             | 6 février 2008        | LINEAR            |
| (371904) | 2008 CG183             | 11 février 2008       | Mt. Lemmon Survey |
| (371905) | 2008 CK198             | 12 février 2008       | Spacewatch        |
| (371906) | 2008 CT201             | 8 février 2008        | Spacewatch        |
| (371907) | 2008 CC213             | 9 février 2008        | Mt. Lemmon Survey |
| (371908) | 2008 DD16              | 27 février 2008       | CSS               |
| (371909) | 2008 DK22              | 28 février 2008       | CSS               |
| (371910) | 2008 DO32              | 11 janvier 2008       | Mt. Lemmon Survey |
| (371911) | 2008 DB47              | 28 février 2008       | Spacewatch        |
| (371912) | 2008 DG55              | 26 février 2008       | Spacewatch        |
| (371913) | 2008 DQ58              | 26 février 2008       | Spacewatch        |
| (371914) | 2008 DS58              | 26 février 2008       | Spacewatch        |
| (371915) | 2008 DZ71              | 26 février 2008       | Spacewatch        |
| (371916) | 2008 DQ72              | 8 février 2008        | Spacewatch        |
| (371917) | 2008 DW81              | 28 février 2008       | Spacewatch        |
| (371918) | 2008 DX81              | 28 février 2008       | Spacewatch        |
| (371919) | 2008 DK83              | 29 février 2008       | Spacewatch        |
| (371920) | 2008 DN88              | 18 février 2008       | Mt. Lemmon Survey |
| (371921) | 2008 EZ                | 1er mars 2008         | Spacewatch        |
| (371922) | 2008 EE7               | 5 mars 2008           | Ries, W.          |
| (371923) | 2008 EY10              | 1er mars 2008         | Spacewatch        |
| (371924) | 2008 EE13              | 10 février 2008       | Spacewatch        |
| (371925) | 2008 ET13              | 1er mars 2008         | Spacewatch        |
| (371926) | 2008 EL17              | 1er mars 2008         | Spacewatch        |
| (371927) | 2008 EE19              | 1er janvier 2008      | Spacewatch        |
| (371928) | 2008 EX25              | 8 février 2008        | Mt. Lemmon Survey |
| (371929) | 2008 EV59              | 8 mars 2008           | CSS               |
| (371930) | 2008 EN64              | 1er mars 2008         | Spacewatch        |
| (371931) | 2008 EH70              | 11 février 2008       | Mt. Lemmon Survey |
| (371932) | 2008 ES70              | 5 mars 2008           | Mt. Lemmon Survey |
| (371933) | 2008 EQ75              | 7 mars 2008           | Spacewatch        |
| (371934) | 2008 ET75              | 28 février 2008       | Spacewatch        |
| (371935) | 2008 EV78              | 8 mars 2008           | Mt. Lemmon Survey |
| (371936) | 2008 ED79              | 8 mars 2008           | CSS               |
| (371937) | 2008 EH104             | 6 mars 2008           | Mt. Lemmon Survey |
| (371938) | 2008 EX108             | 7 mars 2008           | Mt. Lemmon Survey |
| (371939) | 2008 EL121             | 9 mars 2008           | Spacewatch        |
| (371940) | 2008 ET127             | 11 mars 2008          | Spacewatch        |
| (371941) | 2008 ET129             | 8 février 2008        | Mt. Lemmon Survey |
| (371942) | 2008 EO138             | 11 mars 2008          | Mt. Lemmon Survey |
| (371943) | 2008 EZ138             | 11 mars 2008          | Spacewatch        |
| (371944) | 2008 EW140             | 27 février 2008       | Spacewatch        |
| (371945) | 2008 EV142             | 28 février 2008       | Spacewatch        |
| (371946) | 2008 EU148             | 2 mars 2008           | Spacewatch        |
| (371947) | 2008 ET149             | 5 mars 2008           | Spacewatch        |
| (371948) | 2008 EW166             | 6 mars 2008           | Mt. Lemmon Survey |
| (371949) | 2008 FB3               | 25 mars 2008          | Spacewatch        |
| (371950) | 2008 FB7               | 30 mars 2008          | Tozzi, F.         |
| (371951) | 2008 FX19              | 27 février 2008       | Mt. Lemmon Survey |
| (371952) | 2008 FK26              | 27 mars 2008          | Spacewatch        |
| (371953) | 2008 FG34              | 28 mars 2008          | Mt. Lemmon Survey |
| (371954) | 2008 FY37              | 28 mars 2008          | Spacewatch        |
| (371955) | 2008 FY38              | 28 mars 2008          | Spacewatch        |
| (371956) | 2008 FA39              | 28 mars 2008          | Spacewatch        |
| (371957) | 2008 FQ43              | 28 mars 2008          | Mt. Lemmon Survey |
| (371958) | 2008 FX49              | 28 mars 2008          | Mt. Lemmon Survey |
| (371959) | 2008 FT50              | 28 mars 2008          | Spacewatch        |
| (371960) | 2008 FM51              | 1er octobre 2005      | Spacewatch        |
| (371961) | 2008 FQ58              | 28 mars 2008          | Mt. Lemmon Survey |
| (371962) | 2008 FQ83              | 28 mars 2008          | Spacewatch        |
| (371963) | 2008 FX97              | 30 mars 2008          | Spacewatch        |
| (371964) | 2008 FE101             | 30 mars 2008          | Spacewatch        |
| (371965) | 2008 FV102             | 30 mars 2008          | Spacewatch        |
| (371966) | 2008 FV116             | 31 mars 2008          | Spacewatch        |
| (371967) | 2008 FV125             | 31 mars 2008          | Mt. Lemmon Survey |
| (371968) | 2008 FM126             | 29 mars 2008          | Spacewatch        |
| (371969) | 2008 FV128             | 29 mars 2008          | Spacewatch        |
| (371970) | 2008 FV132             | 29 mars 2008          | Spacewatch        |
| (371971) | 2008 FQ134             | 30 mars 2008          | Spacewatch        |
| (371972) | 2008 FQ135             | 31 mars 2008          | Mt. Lemmon Survey |
| (371973) | 2008 GE1               | 4 avril 2008          | Mt. Lemmon Survey |
| (371974) | 2008 GO12              | 11 janvier 2008       | Mt. Lemmon Survey |
| (371975) | 2008 GK14              | 11 mars 2008          | Spacewatch        |
| (371976) | 2008 GW38              | 3 avril 2008          | Mt. Lemmon Survey |
| (371977) | 2008 GN40              | 4 avril 2008          | Spacewatch        |
| (371978) | 2008 GC52              | 5 avril 2008          | Mt. Lemmon Survey |
| (371979) | 2008 GR66              | 6 avril 2008          | Spacewatch        |
| (371980) | 2008 GO68              | 10 février 2008       | Mt. Lemmon Survey |
| (371981) | 2008 GY76              | 10 février 2007       | Mt. Lemmon Survey |
| (371982) | 2008 GK93              | 6 avril 2008          | CSS               |
| (371983) | 2008 GH95              | 8 avril 2008          | Spacewatch        |
| (371984) | 2008 GY95              | 8 avril 2008          | Spacewatch        |
| (371985) | 2008 GL100             | 9 avril 2008          | Spacewatch        |
| (371986) | 2008 GZ103             | 11 avril 2008         | Spacewatch        |
| (371987) | 2008 GM104             | 4 mars 2008           | Mt. Lemmon Survey |
| (371988) | 2008 GO110             | 20 décembre 2007      | Mt. Lemmon Survey |
| (371989) | 2008 GW111             | 11 avril 2008         | LINEAR            |
| (371990) | 2008 GF129             | 14 avril 2004         | Spacewatch        |
| (371991) | 2008 GU129             | 4 avril 2008          | Tucker, R. A.     |
| (371992) | 2008 GD137             | 3 avril 2008          | Spacewatch        |
| (371993) | 2008 GD144             | 3 avril 2008          | LINEAR            |
| (371994) | 2008 HX4               | 13 mars 2008          | Spacewatch        |
| (371995) | 2008 HJ9               | 27 février 2008       | Spacewatch        |
| (371996) | 2008 HH12              | 4 avril 2008          | Mt. Lemmon Survey |
| (371997) | 2008 HO14              | 11 avril 2008         | Mt. Lemmon Survey |
| (371998) | 2008 HC16              | 25 avril 2008         | Spacewatch        |
| (371999) | 2008 HU19              | 26 avril 2008         | Spacewatch        |
| (372000) | 2008 HS22              | 9 avril 2008          | Spacewatch        |

## Sources
- (en) Base de données du Centre des planètes mineures